# Raniero Vanni d'Archirafi
Raniero Vanni d'Archirafi (7 de junho de 1931) é um ex-diplomata e burocrata italiano. Foi embaixador do seu país na Espanha e na República Federal da Alemanha. Foi também comissário europeu pela Itália.

## Biografia
D'Archirafi nasceu em Genebra em 7 de junho de 1931. Tem uma licenciatura em Direito pela Universidade La Sapienza de Roma. Em 1954 recebeu o doutoramento em Direito.

## Carreira
D'Archirafi trabalhou no início da carreira no Ministério dos Negócios Estrangeiros, em 1956. Em 1957 serviu no consulado italiano em Munique. Representou a Itália na Comunidade Económica Europeia, em Bruxelas (1961). De 1966 a 1969 trabalhou como diplomata em Buenos Aires. Foi embaixador na Espanha (1984-1987) e na República Federal da Alemanha (1987-1989). 
Serviu como diretor geral de assuntos económicos no governo de Giulio Andreotti em 1989. Acendeu à direção dos assuntos económicos em 1991.
Foi membro da Comissão Europeia de 1993 a 1995. Durante esse tempo, foi ele o comissário europeu para o mercado interno e serviços, em conjunto com Martin Bangemann. D'Archirafi ficou responsável pela política empresarial.